# Kamuran Bedirxan

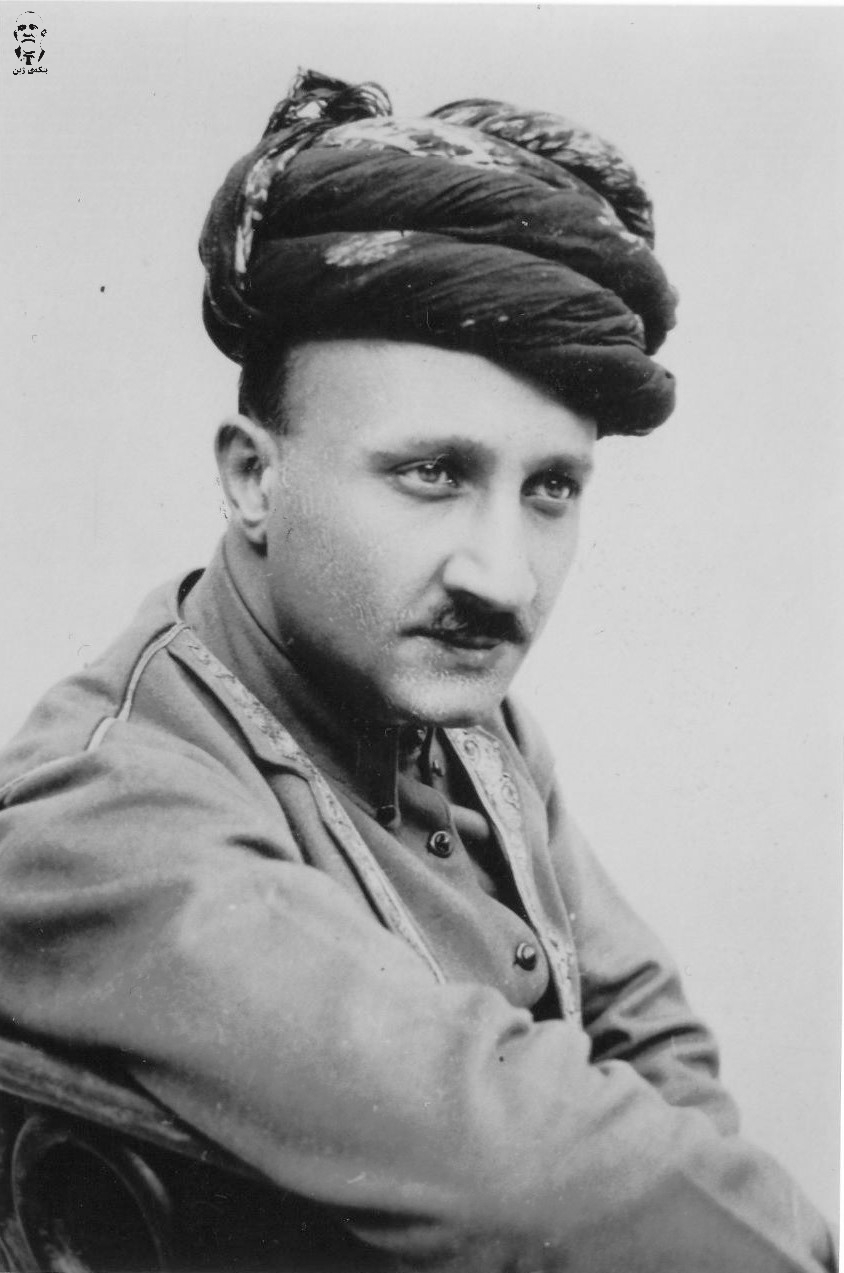
Kamuran Bedirxan

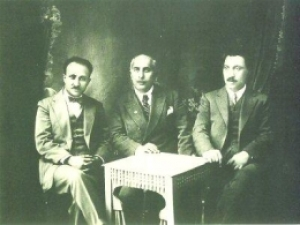
Kamuran (links), Sureyya (Mitte) und Celadet Bedirxan (rechts).

Kâmuran Ali Bedirxan, auch Kamuran Aali Bedir-Khan (kurdisch: Kamiran Alî Bedirxan, türkisch Kamuran Ali Bedirhan; * 21. August 1895 in Istanbul/Osmanisches Reich; † 6. Dezember 1978 in Paris), war ein kurdischer Politiker, Jurist und Schriftsteller.

## Familie
Er entstammt der Familie der Bedirxans, die für Jahrhunderte als autonome Vasallen der Osmanen das Fürstentum von Botan mit der Hauptstadt Cizre regierten. Sein Großvater Bedirxan Beg hatte sich Ende des 19. Jahrhunderts gegen die Osmanen aufgelehnt und wurde nach seiner Niederlage samt Familie nach Istanbul deportiert. Kamurans Vater Emin Ali Bedirxan war politisch in der kurdischen Bewegung aktiv und war Gründer der Kürdistan Teali Cemiyeti, in dem Kamuran auch Mitglied war. Sein Bruder Celadet Ali Bedirxan war auch politisch aktiv und der Schöpfer des lateinischen Kurmandschi-Alphabets.
Kamuran war seit 1954 mit der polnischen Prinzessin Nathalie d’Ossovetzky, die 1975 verstarb, verheiratet. Das Paar hatte keine Kinder.

## Werdegang
Kamuran besuchte das französische Galatasaray-Gymnasium in Istanbul. Zwischen 1905 und 1908 musste seine Familie wegen eines Mordes an dem Istanbuler Präfekten die Stadt verlassen und lebte in Isparta und Beirut. Später studierte er an der Darülfünun in Istanbul Rechtswissenschaften und arbeitete als Jurist. 1918 wurde er wie andere aus seiner Familie Mitglied der Kürdistan Teali Cemiyeti. Nach dem verlorenen Ersten Weltkrieg begann unter Mustafa Kemal eine Bewegung gegen Besatzer und Sultan. Kamuran war ein Gegner dieser Bewegung und sollte auf Befehl der Regierung in Istanbul und der Briten den geplanten Kongress von Mustafa Kemal 1919 in Sivas sabotieren und Mustafa Kemal verhaften. Er machte sich mit mehreren Männern, darunter sein Bruder, der Gouverneur von Harput und der britische Offizier Edward W. C. Noel, auf den Weg, doch das Vorhaben scheiterte.
Kamuran war ein Gegner des Kemalismus und als 1923 die Republik Türkei ausgerufen wurde, hatte er schon das Land Richtung Deutschland verlassen. Er lebte mit seinen Verwandten in München und promovierte dann in Leipzig. Ab 1927 hielt er sich in Syrien auf, trat der Organisation Xoybûn bei und half seinem Bruder bei der Herausgabe der kurdischen Zeitung Hawar (dt.: Hilferuf). Zwischen 1943 und 1946 gab Kamuran in Beirut das kurdisch- und französischsprachige Magazin Roja Nû (dt.: Neuer Tag) heraus. Die folgenden Jahre lebte er in Deutschland und Frankreich. In den dreißiger Jahren hielt er sich in Berlin auf und lernte den Iranisten Karl Hadank kennen. 1948 wurde er zum Lehrmitglied des Institut national des langues et civilisations orientales in Paris.
Ab dem Jahre 1960 wurde er zum europäischen Sprecher der irakischen Kurden, die von Mustafa Barzani angeführt wurden. Er stellte wichtige Kontakte zwischen den Kurden und Israel her. Israel sah die Kurden als geeignetes Mittel, den Irak militärisch zu schwächen und die irakische Armee im Nordirak zu binden. 1970 emeritierte Kamuran.
Kamuran starb 1978. Er wurde postum zum Mitgründer des Kurdischen Institutes in Paris ernannt.

## Werke (Auswahl)
- Dilê qurên min. Ji giyanê bavê min – Kurdische Gedichtsantologie, 1923 Damaskus
- Schnee des Lichtes – Gedichtband, 1935 Berlin
- Memorandum sur la situation des Kurdes, 1948 Paris
- Le Kurde sans Peine – Lehrbuch, 1953 Paris
- Langue kurde, 2 Bände, 1953 Paris

## Quelle
- Hakan Özoğlu: Kurdish Notables and the Ottoman State: Evolving Identities, Competing Loyalties, and Shifting Boundaries. Suny Press, 2004. ISBN 0-7914-5993-4.
- Text von Birgit Ammann über Kamuran Bedirkhan